# Vera Van der Borght
Pour les articles homonymes, voir Van der Borght.
Vera Van der Borght, née le 3 janvier 1952 à Moorsel est une femme politique belge flamande, membre du OpenVLD.
Elle est laborantine en chimie.

## Fonctions politiques
- présidente de CPAS à Alost (2001 - 2006)
- conseillère communale à Alost (2007 - )
- Députée au Parlement flamand :
  - du 6 juillet 2004 au 25 mai 2014